# Chickenfoot III
Chickenfoot III je druhé studiové album americké hardrockové superskupiny Chickenfoot, vydané 27. září 2011. První singl k albu vyšel již 2. srpna 2011 a nesl název „Big Foot“. Přestože název desky napovídá, že se jedná o třetí album kapely, není to pravda. Zpěvák Sammy Hagar k tomu uvedl, že ze zralosti, síly, hloubky písní a muzikanství cítí, jakoby šlo o třetí desku kapely.

## Seznam skladeb
| Pořadí | Název                      | Autor                  | Délka |
| ------ | -------------------------- | ---------------------- | ----- |
| 1.     | Last Temptation            | Hagar, Satriani        | 4:02  |
| 2.     | Alright, Alright           | Chickenfoot            | 4:39  |
| 3.     | Different Devil            | Hagar, Satriani, Smith | 4:24  |
| 4.     | Up Next                    | Hagar, Satriani        | 4:33  |
| 5.     | Lighten Up                 | Hagar, Satriani        | 5:12  |
| 6.     | Come Closer                | Hagar, Satriani        | 4:08  |
| 7.     | Three and a Half Letters   | Hagar, Satriani        | 4:07  |
| 8.     | Big Foot                   | Hagar, Satriani        | 3:49  |
| 9.     | Dubai Blues                | Hagar, Satriani        | 5:02  |
| 10.    | Something Going Wrong      | Hagar, Satriani        | 5:16  |
| 11.    | No Change (skrytá skladba) | Chickenfoot            | 4:24  |

## Obsazení
- Sammy Hagar – zpěv, rytmická kytara
- Joe Satriani – sólová kytara, klávesy, klavír
- Michael Anthony – basová kytara, doprovodné vokály
- Chad Smith – bicí, perkuse